# Circonscription d'Adi Remets
La circonscription de Adi Remeste est une des 38 circonscriptions législatives de l'État fédéré du Tigré, elle se situe dans la Zone ouest. Son représentant actuel est Shumiye Gebre Mekonnen.